# Lokomotiva 775
Lokomotivy řady 775 (dříve T 678.0), přezdívané Pomeranč, Cénula nebo také Devina jsou dieselové lokomotivy s elektrickým přenosem výkonu. Vyráběny byly v letech 1961 až 1964. Celkem bylo vyrobeno pouze 17 kusů, další dodávky ČSD zastavily ve prospěch lokomotiv řady T 679.1 sovětské výroby. Lokomotiva má dva třínápravové podvozky, hnané jsou všechny nápravy. Nejvyšší povolená rychlost stroje činí 100 km/h. Pomeranče byly určeny pro nákladní vozbu. V letech 1962 až 1965 byly vyrobeny také shodné lokomotivy vybavené parním generátorem pro vytápění osobních vlaků, jejichž hmotnost byla vyšší o 3 tuny, tedy 114 tun – označeny byly jako řada T 679.0. Výborně se osvědčily při postrku na sklonově náročných tratích, kde  pomáhaly především strojům řady T 679.1, které se objevovaly v čele nákladních vlaků.

## Vývoj
V roce 1961 byly v ČKD vyrobeny dva prototypy nákladní lokomotivy označené T 678.0 a dále T 679.0 s generátorem pro vytápění vlaků určené pro osobní dopravu. Do roku 1964 bylo dodáno 15 sériových lokomotiv T 678.0. Dostaly oranžový nátěr, který jim brzy přinesl přezdívku Pomaranč.
Přestože měly lokomotivy pozoruhodný trvalý tah 245 kN, nebyly pořízeny žádné další stroje tohoto typu. Místo toho byly od roku 1966, podobně jako u Deutsche Reichsbahn, MÁV a PKP, dováženy sovětské lokomotivy M62 u ČSD značené T 679.1.
Se změnou v jízdních řádech v letech 1996/1997 skončila jejich služba. Stroj T 678.012 se ve zvolenském depu zachoval jako provozní muzejní lokomotiva, T 678.016 v Bratislavě jako neprovozní. Dochoval se také jeden stroj řady T 679.0.

## Popis

### Mechanická část

#### Spalovací motor
Funkci spalovacího motoru zde plní pomaluběžný vznětový čtyřdobý řadový osmiválec ČKD K 8 S 310 DR přeplňovaný turbodmychadlem a chlazený vodou. Při volnoběhu má 450 ot./min, jmenovité otáčky jsou 850 ot./min. Vrtání válců je 310 mm, zdvih pístů 360 mm, nejvyšší výkon 1 472 kW při 750 ot./min. Později použitím jiného turbodmychadla byl tlak přeplňování snížen z 0,6 At na hodnotu 0,5 At a s tím klesl výkon motoru na 1 325 kW. To platí pro stroje T 678.0 od inventárního čísla 13 a u řady T 679.0 od čísla 3. Ventilový rozvod je typu OHV a vstřik paliva přímý. Regulaci otáček zajišťuje výkonnostní regulátor. Ten se skládá ze stavěče otáček, odstředivého regulátoru, hydraulického zesilovače a elektrického kompenzátoru.

### Elektrická část

#### Trakční generátor
Trakční generátor SS 105/62x8, který je přes pružnou spojku napojen ke spalovacímu agregátu, má výkon 1 370 kW (850 V, 1 610 A) a pohání šestici trakčních motorů ve třech paralelních větvích. Regulace buzení trakčního dynama je provedena pomocí diferenciálního budiče. Zajímavostí bylo použití transduktorového regulátoru rozjezdových proudů, který v závislosti na daném výkonovém stupni omezoval maximální rozjezdový proud na mezi adheze, čímž bylo možné lépe využívat adhezní váhu lokomotivy. Napájení transduktoru střídavým proudem bylo zajištěno z kroužků pomocného generátoru.   

#### Trakční motory
Každý podvozek má tři stejnosměrné trakční motory typu TM 51/36x4 o výkonu 205 kW. Trakční motory mají cizí ventilaci. Zeslabovaní buzení je třístupňové.

#### Pomocné pohony
Pro pohon ventilátorů chlazení vody a trakčních motorů byly použity střídavé elektromotory, napájené z třífázového synchronního alternátoru. Stejným způsobem bylo poháněno i pomocné čerpadlo chladicí vody. To bylo možné napájet i z vnější sítě, čímž bylo možné lokomotivu udržovat v teplém stavu při stopnutém spalovacím motoru. Ohřev vody zajišťovaly topnice.

## Historické lokomotivy
- 775.012 (ŽSR – Železničné múzeum Slovenskej republiky)
- 775.016 (ŽSR – Železničné múzeum Slovenskej republiky)